# Tenor Saw
Tenor Saw (eigentlich Clive Bright; * 12. Februar 1966 in Kingston, Jamaika; † 13. August 1988 in Houston, Texas) war einer der ersten und einflussreichsten Singjays des digitalen Reggaes.

## Jugend
Tenor Saw wuchs in Kingston im berüchtigten Ghetto-Bezirk Kingston 12 auf. Als Kind sang er in der Gemeinde der Siebenten-Tags-Adventisten im Kirchenchor, Gospel-Anlehnungen gibt es deshalb in einigen seiner späteren Lieder. Den Spitznamen Tenor Saw, später als Künstlername verwendet, bekam er in früher Jugend, als er unablässig Mr. Buddy von Big Youth mit der Zeile Who’s dead – Mister Tenor – Mister Tenor Tenor Saw trällerte. Sein großes Vorbild war der Anfang der 1980er Jahre sehr populäre Sänger Barrington Levy.

## Musikalische Laufbahn
Ab 1984 sang er für Sugar Minotts Youth Promotion und schrieb ein Jahr später für dieses Soundsystem seine Hymne Ring the Alarm (siehe unten).
Sein Debüt Roll Call nahm er im Februar 1985 für den Produzenten George Phang und dessen Label Powerhouse auf, danach Lots of Sign auf dem Tonight-Riddim für Youth Promotion.
Pumpkin Belly, vormals ein Dubplate für Youth Promotion, wurde erst als Version von King Jammys revolutionärem, digitalen Sleng Teng Riddim zum Hit. Der leicht schlüpfrige Text wird unschuldig vorgetragen und basiert auf einem jamaikanischen Sprichwort: „How water walk thru a pumpkin belly? Through the stem!“ („Wie kommt Wasser in einen Kürbisbauch (Schwangerschaftsbauch)? Durch den Strunk (Penis)!“). Sugar Minott veröffentlichte es später selbst auch auf drei unterschiedlichen, eigenen Sleng Teng-Versionen.
Run Come Call Me und Fever (Tempo-Riddim) waren ebenfalls Hits in dieser Größenordnung. Im selben Jahr gewann Tenor Saw den Dancehall 85 – Best Artist of the Year-Award.
Golden Hen für das Label Uptempo erweiterte die Liste der aufeinander folgenden Hits bis 1986, als Sugar Minott Tenor Saws Debütalbum Fever veröffentlichte. Tenor selbst hatte das Label bereits verlassen, um in Miami für Skengdon Dancehall Feeling und den nach seinem Tod veröffentlichten Tune Bad Boys aufzunehmen.
Nach einer Reise nach England und der erfolgreichen Platte No Work on A Sunday (Pressure and Slide Riddim) für Donovan Germain ging Tenor Saw 1987 nach New York. Dort nahm er This Train mit Freddie McGregors Studio-One-Band auf. Ferner entstanden Singles für Witty, Robert Livingston und Jah Life. Sein Duett mit General Doggie auf Chill Out Chill Out für Digital English ist, Tenor Saws letzte Veröffentlichung.

## Ring the Alarm
Seinen größten Hit hatte Tenor Saw mit dem zum Klassiker gewordenen Tune Ring the Alarm. Den Text dazu improvisierte er 1985 bei einem Soundclash direkt auf der Bühne, als er für Youth Promotion gegen Jammys, Aces International und Black Scorpio antrat: Four big sound inna one big lawn, Promotion a play, de other three keep calm. Der Erfolg war durchschlagend, Youth Promotion gewann den Soundclash. Der Text wurde schnell erweitert und auf dem Stalag Riddim für Winston Rileys Techniques-Label aufgenommen.
Ring the Alarm wird auch heute noch als die Soundkiller-Hymne bei Dancehall-Partys gespielt. 1992 verhalf Buju Banton Tenor Saw durch das Pseudo-Duett Ring the Alarm Quick posthum zu neuen Ehren, in dem er das Original durch – mit der typischen Aggressivität eines Deejays der 90er mehr geschriene als gesungene – Einwürfe ergänzte.
Auch ist es Tenor Saws Verdienst, dass der bereits 1972 entstandene Stalag-Riddim zu dem beliebtesten „Sound-bwoy-burial“-Riddim im Dancehall wurde: Die erste Antwort war False Alarm von Nitty Gritty, es folgten Dust a Sound Boy (Super Beagle), Killa Sound (Candyman), We Do the Killing (Cocoa Tea), Kill a Soundboy (Future Troubles und Bounty Killer), Kill that Sound Boy (Ini Kamoze), Slaughterhouse (Jigsy King), Call Mr. Madden (King Kong) sowie unzählige Dubplates verschiedenster Soundsystems.

## Stil
Tenor Saws helle, wehklagende und unheimliche Stimme mit dem näselnden Klang war durchdrungen von einem religiös anmutendem Eifer. Charakteristisch ist auch die oft leicht verstimmt scheinende Intonation. Sein spezieller Gesangsstil wurde von einigen Reggae-Sängern teilweise verblüffend ähnlich kopiert und weiter entwickelt, z. B. von Nitty Gritty, King Kong, Jig Saw, Little Howie, Bunny General, Anthony Red Rose und Colonel Lloydie. Auch Lady Saw erhielt ihren Künstlernamen aufgrund der Ähnlichkeit ihres Gesangs mit dem von Tenor Saw, wechselte jedoch bald darauf ihren Stil.
Bei Auftritten wedelte er wild mit den Armen und verzerrte sein Gesicht zu Grimassen, so dass seine Konzerte fast Performances gleichkamen. Obwohl er flüssig und fehlerfrei singen konnte, stotterte er beim Sprechen.

## Ungeklärte Todesumstände
Am 13. August 1988 starb Tenor Saw in Houston, Texas nach einem Autounfall. Nach anderen Angaben wurde er im Streit um Drogengeschäfte ermordet.
Who Killed Tenor Saw von Nitty Gritty stellt die Schuldfrage, sein Tod wird in vielen weiteren Songs, z. B. Nuff Man A Dead von Super Cat thematisiert.
Aus Roll Call von Tenor Saw: When the roll is called up yonder, Tenor Saw will be singing there, I’ll be singing a happy song, all the saints will be dancing, Nitty Gritty will be there… Der Reggae-Sänger Nitty Gritty wurde 1991 in New York von seinem „Kollegen“ Super Cat in Notwehr erschossen.

## Diskographie (Auswahl)
- Fever (LP Blue Mountain 1986, CD RAS 1989)
- The Golden Hen (Uptempo), mit Don Angelo
- Clash (LP Witty 1987), mit Cocoa Tea
- Powerhouse Presents (Powerhouse), mit Nitty Gritty
- Tenor Saw Meets Nitty Gritty – With Lots Signs (CD Jet Star)
- Tribute To Tenor Saw: Wake The Town (LP, CD VP 1989)
- Lives On: A Tribute To Tenor Saw (LP, CD Sky High 1992)